# Лейте де Кастро, Жоакин Антонио
Жоакин Анто́нио Лейте де Кастро (порт.-браз. Joaquim Antônio Leite de Castro; 17 мая 1903, Сан-Жуан-дел-Рей — 22 февраля 1988, Рио-де-Жанейро) — бразильский футболист, правый нападающий. Также работал футбольным арбитром.

## Карьера
Лейте де Кастро начал карьеру в клубе «Ботафого». 30 ноября 1919 года он дебютировал в основном составе команды во встрече с «Мангейрой» (6:1). Там он выступал семь лет, проведя 76 матчей и забил 8 голов. Последнюю встречу за клуб футболист провёл 12 июля 1925 года против «Америки» (3:2). Также в январе 1925 года Лейте де Кастро сыграл две игры и забил один мяч в составе «Фламенго».
Также Лейте де Кастро работал футбольным судьёй. В частности судил на чемпионате Южной Америки в 1919 и 1925 году, работал на чемпионате Бразилии среди сборных штатов в 1925 году. Помимо этого Лейте де Кастро писал в местной газете. 30 декабря 1926 года он окончил медицинский факультет в колледже Рио-де-Жанейро. После этого стал работать в клинике Благословения Португезы по специальности клиническая и хирургическая урология.

## Международная статистика
| Матчи Лейте де Кастро за сборную Бразилии | Матчи Лейте де Кастро за сборную Бразилии | Матчи Лейте де Кастро за сборную Бразилии | Матчи Лейте де Кастро за сборную Бразилии | Матчи Лейте де Кастро за сборную Бразилии | Матчи Лейте де Кастро за сборную Бразилии | Матчи Лейте де Кастро за сборную Бразилии |
| ----------------------------------------- | ----------------------------------------- | ----------------------------------------- | ----------------------------------------- | ----------------------------------------- | ----------------------------------------- | ----------------------------------------- |
| №                                         | Дата                                      | Место проведения                          | Оппонент                                  | Счёт                                      | Голы                                      | Турнир                                    |
| 1                                         | 22 октября 1922                           | Сан-Паулу                                 | Аргентина                                 | 2:1                                       | —                                         | Кубок Рока                                |

## Достижения
- Чемпион Южной Америки: 1922
- Обладатель Кубка Рока: 1922